# Al-Ittihad Club (Jeddah)
Al-Ittihad Football Club (în arabă نادي الاتحاد) este un club de fotbal saudit, cu sediul în orașul-port Jeddah din Marea Roșie. Fondat în anul 1927, este cel mai vechi club existent din Arabia Saudită, și unul dintre cele mai populare și mai de succes cluburi din Asia. Antrenorii români care au antrenat aici au fost: Anghel Iordănescu (26 martie 2005 - 30 iunie 2006), Victor Pițurcă (octombrie 2014 - iunie 2015, 8 decembrie 2015 - 21 iulie 2016), László Bölöni (21 iulie 2015 - 23 octombrie 2015) și Cosmin Contra (29 august 2021 - 4 iulie 2022).	

## Palmares
- Prima ligă saudită (10): 1982, 1997, 1999, 2000, 2001, 2003, 2006, 2009, 2023, 2025
- Cupa Regelui (9): 1958, 1959, 1960, 1963, 1967, 1988, 2010, 2013, 2018
- Cupa Prinţului (8): 1958, 1959, 1960, 1963, 1991, 1997, 2001, 2004, 2017
- Cupa Federaţiei Saudite (3): 1986, 1997, 1999
- Cupa Al-Musyaf (6): 1964-1987-1990-1991-1994-1995
- Liga Campionilor Asiei: 2

2004  6-3 vs.  Seongnam Ilhwa Chunma
2005  5-3 vs.  Al-Ain
- Cupa Campionilor Asiei : 1

1999  3-2 vs.  Chunnam Dragons
- Arabia Champions League : 1

2005 vs CSS (Tunisia)
- Supercupa saudito-egipteană : 2

- Cupa Regelui Arabiei Saudite (1) : 2003
- Cupa Președintelui Egiptului (1) : 2001

- Cupa Campionilor Gulf (1): 1999

## Sponsori
| Perioada  | Producător de echipament | Sponsor pe tricou                                                |
| --------- | ------------------------ | ---------------------------------------------------------------- |
| 1999–03   | Umbro                    | —                                                                |
| 2003–05   | Lotto                    | Lingo                                                            |
| 2006–07   | Hattrick                 | STC                                                              |
| 2007–08   | Nike                     | STC                                                              |
| 2008–10   | Lotto                    | STC                                                              |
| 2010–12   | Nike                     | STC                                                              |
| 2012–13   | ONE                      | STC                                                              |
| 2014–2015 | Erreà                    |                                                                  |
| 2015–2016 | Adidas                   | Bupa Arabia / Mobil 1                                            |
| 2016–2017 | Joma                     | Bridgestone / Unionaire / Almosafer / Mobil 1                    |
| 2017–2018 | Joma                     | Bridgestone / Unionaire / Mobil 1                                |
| 2018-2019 | Joma                     | Noon / faqih / Mobil 1                                           |
| 2019      | Stribes /S.Team          | Noon / faqih / C. Hub / Al Wefaq Rent A Car / Ibrahim Al-Qurashi |
| 2020      | Tamim                    | faqih / C. Hub / Al Wefaq Rent A Car / Ibrahim Al-Qurashi        |
| 2021      | Erreà                    | Yelo / Emkan                                                     |
| 2022-2023 | Nike                     | Yelo / Emkan / DARCO / SAL / Tameeni / ALAMOUDI                  |
| 2023-2024 | Nike                     | Roshn / SURJ Sports Investments / Nua                            |
| 2024-2025 | Nike                     | Roshn / SURJ Sports Investments / Yaqoot                         |

## Lotul sezonului 2024-2025
La ianuarie 2025.
| Nr. |                | Poziție | Jucător                                       |
| --- | -------------- | ------- | --------------------------------------------- |
| 1   | Serbia         | P       | Predrag Rajković                              |
| 2   | Portugalia     | F       | Danilo Pereira                                |
| 4   | Arabia Saudită | F       | Abdulelah Al-Amri (împrumutat de la Al-Nassr) |
| 6   | Arabia Saudită | F       | Saad Al Mousa                                 |
| 7   | Franța         | M       | N'Golo Kanté                                  |
| 8   | Brazilia       | M       | Fabinho                                       |
| 9   | Franța         | A       | Karim Benzema (căpitan)                       |
| 10  | Algeria        | M       | Houssem Aouar                                 |
| 12  | Albania        | F       | Mario Mitaj                                   |
| 13  | Arabia Saudită | F       | Muhannad Al-Shanqeeti                         |
| 14  | Arabia Saudită | M       | Awad Al-Nashri                                |
| 15  | Arabia Saudită | F       | Hassan Kadesh                                 |
| 19  | Franța         | A       | Moussa Diaby                                  |
| 20  | Arabia Saudită | F       | Ahmed Sharahili                               |
| 21  | Arabia Saudită | A       | Saleh Al-Shehri                               |
| 22  | Arabia Saudită | M       | Abdulaziz Al-Bishi                            |

| Nr. |                | Poziție | Jucător                                       |
| --- | -------------- | ------- | --------------------------------------------- |
| 23  | Arabia Saudită | M       | Suhaib Hawsawi U19                            |
| 24  | Arabia Saudită | M       | Abdulrahman Al-Aboud                          |
| 27  | Arabia Saudită | F       | Fawaz Al-Sqoor                                |
| 30  | Spania         | M       | Unai Hernández                                |
| 33  | Arabia Saudită | P       | Mohammed Al-Mahasneh                          |
| 34  | Țările de Jos  | A       | Steven Bergwijn                               |
| 41  | Arabia Saudită | M       | Mohammed Fallatah U19                         |
| 42  | Arabia Saudită | F       | Muath Faqeehi                                 |
| 47  | Arabia Saudită | P       | Hamed Al-Shanqiti U19                         |
| 55  | Argentina      | M       | Mateo Borrell U19                             |
| 77  | Arabia Saudită | M       | Abdulelah Hawsawi                             |
| 80  | Arabia Saudită | M       | Hamed Al-Ghamdi (împrumutat de la Al-Ettifaq) |
| 87  | Arabia Saudită | F       | Yaseen Al Jaber U19                           |
| 88  | Arabia Saudită | P       | Osama Al-Mermesh                              |

## Jucători notabili
| Asia - Saeed Ghurab - Ahmad Jamil - Mohammed Al-Khilaiwi - Marwan Bassas - Khalid Mosaad - Mohammad Suwayed - Salim Suwayed - Jabarti Alshomrani - Abdullah Fawwal - Hassan Khalifah - Nezar Abbas - Ismail Hakamy - Hamzah Idris - Khamis Alzahrani - Saad Al-Harthi - Sulaiman al-Hadaithy - Al Hasan Al-Yami |  | Africa - Emad Moteab - Islam El-Shater - Mohamed Kallon - Ahmed Bahja - Abdeljalil Hadda (Camatcho) - Titi Camara - Alhassane Keita - Prince Tagoe - Tijjani Babangida - Joseph-Désiré Job |  | Europa - Erich Beer - Theo Bücker - Thomas Sjöberg - Roberto Donadoni - Rob Witschge - Milenko Ačimovič - Mario Carević - Dalian Atkinson |  | America - Bebeto - Sergio Ricardo - Tcheco - Dimba - Sergio Herrera - Wagner - Reinaldo - Magno Alves - Hugo Perez - Jared Borgetti |

## Președinți
| Perioada               | Președinte                                  | Campionate (oficial) |
| ---------------------- | ------------------------------------------- | -------------------- |
| 1927–30                | Madalin Miscodan                            | ×                    |
| 1930–34                | Razvan Lupu                                 | 1                    |
| 1934–37                | Georgescu Alexandru Gabriel                 | ×                    |
| 1937–49                | Dumitrescu Lucian                           | ×                    |
| 1949–50                | Anton Patrick                               | ×                    |
| 1950                   | Lazar Constantin                            | ×                    |
| 1950–54                | Erciu Alin                                  | 2                    |
| 1954–56                | Jercan Silviu                               | ×                    |
| 1956–59                | Paun Claudiu Mihai                          | 4                    |
| 1959–60                | Serban Alexandru                            | 1                    |
| 1960–62                | Yousef Khalawi                              | ×                    |
| 1962–66                | Fathi Abdul Jadael                          | 4                    |
| 1966–67                | Yusuf Altawil                               | 1                    |
| 1968–70                | Ghazi Sultan                                | ×                    |
| 1970–73                | Mazen Rashad Pharaon                        | ×                    |
| 1973–74                | Ismael Mannaa                               | ×                    |
| 25 November 1974–81    | H.R.H. Prince Talal Bin Mansour             | 1                    |
| 1981–83                | Ibrahim Afandei                             | 1                    |
| 1983–85                | H.R.H. Prince Talal Bin Mansour             | ×                    |
| 1985–87                | Dr. Abdul Fattah Nazer                      | 3                    |
| 1988–89                | Eng. Hussein Linjawi                        | 1                    |
| 1989–90                | Dr. Abdul Fattah Nazer                      | 1                    |
| 1990–91                | Dr. Adnan Jamjoom                           | 2                    |
| 1991–93                | Ahmed Masoud                                | ×                    |
| 1993–94                | Dr. Abdul Fattah Nazer                      | ×                    |
| 1994–96                | Dr. Adnan Jamjoom                           | 2                    |
| 1996–99                | Talaat Allaame                              | 3                    |
| 1999–02                | Ahmed Masoud                                | 8                    |
| 2002–03                | Eng. Hasan Jamjoum                          | 1                    |
| 2003                   | Eng. Jamal Abuemarh                         | ×                    |
| 1 July 2003–24 Nov 07  | Mansour Albalawi                            | 7                    |
| 24 Nov 2007–1 June 09  | Eng. Jamal Abuemarh                         | 1                    |
| 8 July 2009–29 May 10  | Dr. Khaled Al-Marzouki                      | 1                    |
| 28 June 2010–4 July 11 | Eng. Ibrahim Alawan                         | ×                    |
| 4 July 2011–17 June 12 | Major General Mohammed Bin Dakhel Al-Juhani | ×                    |
| 2012–2013              | Eng. Mohammed Fayez                         | 1                    |
| 2013–                  | Ibrahim Albalawi                            |                      |

## Istoric antrenori
| Nume                     | Început            | Sfârșit            |
| ------------------------ | ------------------ | ------------------ |
| Dettmar Cramer           | 1977               | 1981               |
| Mahmoud El-Gohary        | 1981               | 1982               |
| Joubert Luis Meira       | 1983               | 1984               |
| Vanderlei Luxemburgo     | 1984               | 1984               |
| Bob Houghton             | 1984               | 1986               |
| Walter Skocik            | 1987               | 1989               |
| Heinz Höher              | 1989               | 1990               |
| Kálmán Mészöly           | 1991               | 1992               |
| Roland Andersson         | 1993               | 1993               |
| Bob Houghton             | 1993               | 1994               |
| Paulo Campos             | 1995               | 1996               |
| Dimitri Davidovic        | 1996               | 1997               |
| Sándor Egervári          | 1997               | 1997               |
| Dezső Novák              | 1997               | 1998               |
| Paulo Campos             | 1998               | 1998               |
| Dimitri Davidovic        | 1998               | 1999               |
| José Oscar Bernardi      | 1999               | 2000               |
| Revaz Dzodzuashvili      | 2000               | 2000               |
| Dimitri Davidovic        | 2000               | 2000               |
| Giuseppe Dossena         | 2000               | 2001               |
| Osvaldo Ardiles          | 2001               | 2001               |
| José Oscar Bernardi      | 2001               | 2003               |
| Antonello Cuccureddu     | 2002               | 2003               |
| Tomislav Ivić            | 2003               | 2004               |
| Dragan Talajić (interim) | 1 iulie 2004       | 2004               |
| Luka Peruzović           | Dec 2004           | March 2005         |
| Anghel Iordănescu        | 26 martie 2005     | 30 iunie 2006      |
| Bruno Metsu              | 2006               | 26 aprilie 2006    |
| Vahid Halilhodžić        | 5 iunie 2006       | 2006               |
| Dimitri                  | 2006               | 2007               |
| José Candinho            | 2007               | 2007               |
| Estevam Soares           | Dec 20, 2007       | Aug 23, 2008       |
| Gabriel Calderón         | 22 mai 2008        | Nov 8, 2009        |
| Enzo Trossero            | 30 iulie 2009      | 2010               |
| Manuel José              | 28 mai 2010        | Dec 30, 2010       |
| Toni                     | Feb 6, 2011        | 15 mai 2011        |
| Dimitri                  | 15 mai 2011        | Nov 28, 2011       |
| Abdullah Gurab (interim) | Nov 29, 2011       | Dec 19, 2011       |
| Matjaž Kek               | Dec 20, 2011       | Feb 8, 2012        |
| Raul Caneda              | Feb 20, 2012       | Feb 23, 2013       |
| Beñat San José           | Feb 23, 2013       | Dec 8, 2013        |
| Juan Verzeri             | Jan 6, 2014        | Feb 26, 2014       |
| Khalid Al-Koroni         | Feb 26, 2014       | August 2014        |
| Amro Anwar               | August 2014        | Octombrie 2014     |
| Victor Pițurcă           | Octombrie 2014     | Iunie 2015         |
| László Bölöni            | 21 iulie 2015      | 23 octombrie 2015  |
| Victor Pițurcă           | 8 decembrie 2015   | 21 iulie 2016      |
| José Luis Sierra         | 22 iulie 2016      | 20 mai 2018        |
| Ramón Díaz               | 23 mai 2018        | 20 septembrie 2018 |
| Slaven Bilić             | 27 septembrie 2018 | 24 februarie 2019  |
| José Luis Sierra         | 24 februarie 2019  | 20 octombrie 2019  |
| Henk ten Cate            | 4 noiembrie 2019   | 11 februarie 2020  |
| Fábio Carille            | 17 februarie 2020  | 24 august 2021     |
| Cosmin Contra            | 29 august 2021     | 4 iulie 2022       |
| Nuno Espírito Santo      | 4 iulie 2022       | 8 noiembrie 2023   |
| Marcelo Gallardo         | 18 noiembrie 2023  | 2 iulie 2024       |
| Laurent Blanc            | 13 iulie 2024      |                    |